# Прапор Згурівського району
Пра́пор Згу́рівського райо́ну — символ самоврядування Згурівського району Київської облсті.

## Опис
Почетвертоване квадратне полотнище з косицею в 1/2 ширини перемінних кольорів: жовтого та червоного, в центрі якого розміщено почетвертований лицарський козацький хрест в 2/3 ширини перемінних кольорів: синього та жовтого. 
Полотнище прапора виконане з використанням двох геральдичних кольорів і кольору одного (шляхетного) металу, що позначають:
- жовтий (золотий) — символ багатства, справедливості, великодушності;
- червоний — символізує хоробрість, мужність, безстрашність;
- синій — символ краси, м'якості, величі.